# 4-imidazolon-5-propionska kiselina
Imidazol-4-on-5-propionska kiselina intermedijer u metabolizmu histidina.